# Довбыши
Довбыши (укр. Довбиші) — село на Украине, находится в Чудновском районе Житомирской области.
Код КОАТУУ — 1825884003. Население по переписи 2001 года составляет 114 человек. Почтовый индекс — 13230. Телефонный код — 4139. Занимает площадь 0,593 км².

## Адрес местного совета
13230, Житомирская область, Чудновский р-н, с. Красногорка, ул. Ковалёва, 9

## Известные уроженцы
- Бортовский, Матвей Нестерович — Герой Советского Союза.